# Melinda Shankar
Melinda Shankar (18 de fevereiro de 1992) é uma atriz canadense conhecida por interpretar o papel de Talvinder na telessérie de terror canadense Slasher.

## Filmografia
- 2001-2015: Degrassi: The Next Generation,                                                            papel: Alliah "Alli" Bhandari
- 2009-2012: How To Be Indie, papel: Indie Mehta
- 2010: Harriet the Spy: Blog Wars , papel: Janie Gibbs
- 2010: Festival of Lights, papel: Reshma
- 2016-presente: Slasher, papel: Talvinder Gill